# 얀 코우칼 (정치인)
얀 코우칼(체코어: Jan Koukal, 1951년 7월 29일 브르노 ~ )은 체코의 정치인이다. 
1969년부터 1974년까지 프라하 카렐 대학교에서 이론물리학을 전공했으며 체코슬로바키아 과학 아카데미에서 표면 물리학을 전공했다. 시민민주당 소속 당원인 얀 코우칼은 1993년부터 1998년까지 프라하 시장을 역임했고 1996년부터 1998년까지 체코 상원 의원을 역임했다. 2006년에는 체코 외무부에서 수개월의 훈련을 받은 후 오스트리아 주재 체코 대사로 근무했다.